# Microsoft Lumia 430
Microsoft Lumia 430 – smartfon z serii Lumia produkowany przez amerykańską firmę Microsoft, zaprezentowany w marcu 2015. Działa pod kontrolą systemu operacyjnego Windows Phone 8.1. Model skierowany jest na rynki rozwijające się takie jak Indie, Afryka i Bliski Wschód, Azja i Pacyfik, Rosja, Kazachstan, Białoruś oraz Ukraina.

## Oprogramowanie
Microsoft Lumia 430 pracuje pod kontrolą systemu Microsoft Windows Phone 8.1 z dodatkiem Lumia Denim. Preinstalowane są programy takie jak: Kalkulator, Zegar, Kalendarz, Budzik, Przypomnienia, Spis telefonów, Zadania, Pokój rodzinny, Kącik dziecięcy, OneNote, Sieci społecznościowe w książce telefonicznej, Portfel. Dodatkowo smartfon wyposażono w podstawowe oprogramowanie biurowe – Excel, Word, PowerPoint i Lync oraz nawigację HERE Maps oraz inne aplikacje wykorzystujące połączenie GPS i rozszerzoną rzeczywistość np. Nokia Miasto w Obiektywie. Użytkownik może dodatkowo pobierać aplikacje i gry ze sklepu Windows Phone Store.

## Kolorystyka
| Dostępne kolory |
|                 |